# ルンツェ県 (ブータン)
座標: 北緯27度40分 東経91度0分 / 北緯27.667度 東経91.000度

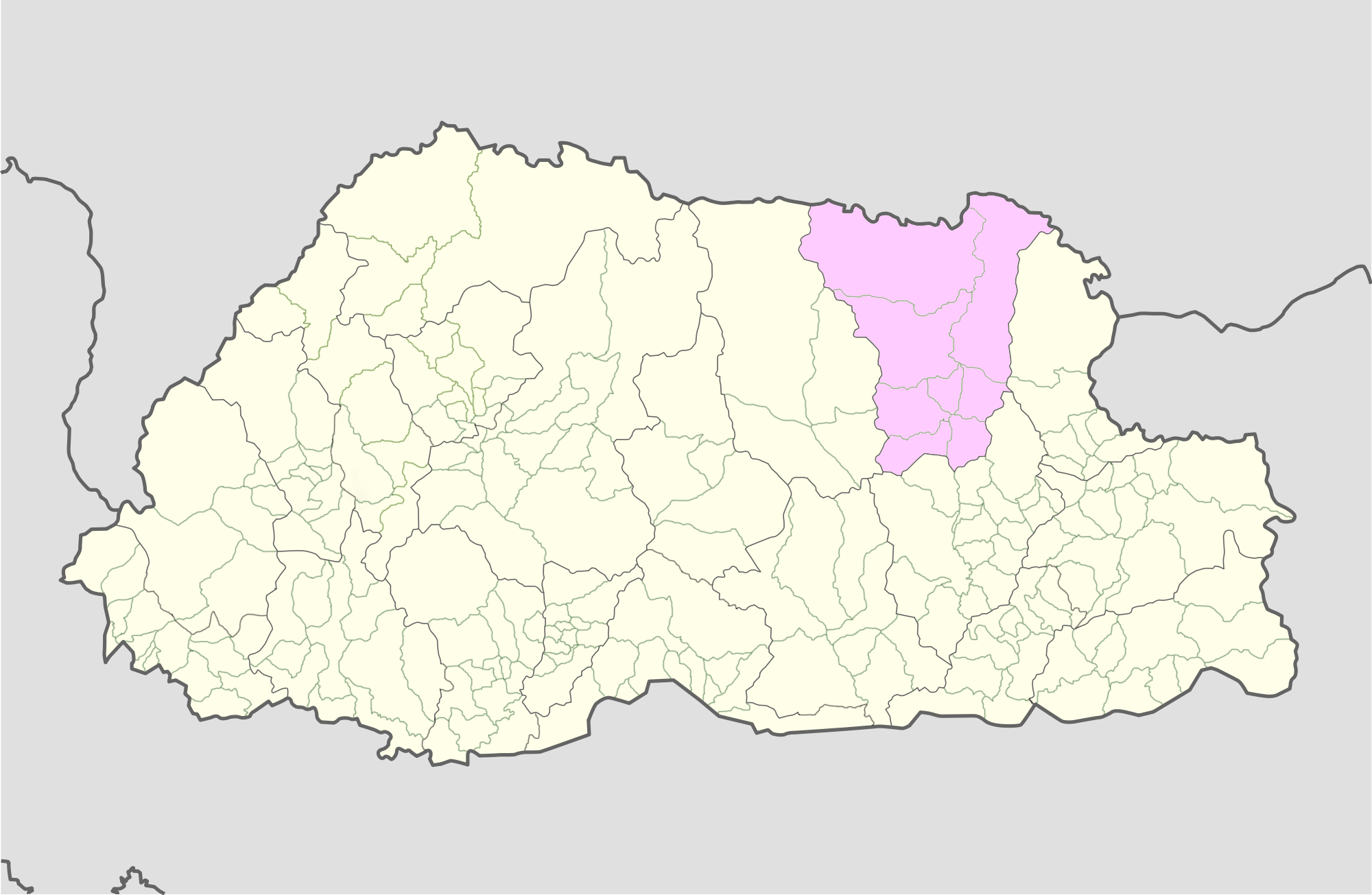
ルンツェ県の位置

ルンツェ県（ルンツェけん、ゾンカ語:ལྷུན་རྩེ་རྫོང་ཁག་/ワイリー方式:Lhun-rtse rdzong-khag）は、ブータン東部の県。
県都はルンツェ。
2013年の人口は1万7200人。
ブータンで最も開発の遅れている県の1つ。
道路は少なく、最初のガソリンスタンドは2005年9月に開業し、電力供給も不十分で、複雑な地形の為に社会福祉が行き渡っていない。
気候は良好だが、インフラの遅れの為に農業が発展していない
。

## 文化
ルンツェは文化的にはブータン東部に属する。
言語や生活習慣が西部の多数派のンガロプ人と比較される。

### 酒
東ブータン人は他の地方のブータン人に比べて酒の消費量が多い。
ブータン伝統酒のアラは米や玉蜀黍を発酵・蒸留する
。
アラ製造は手法・品質共に確立されておらず、深刻な暴動が起きてからは販売が禁止されている。
しかしアラは他の玉蜀黍製品よりも利益が大きいので、農家は法律改正を求めている
。
政府は酒消費量の増加に伴う虐待や病気の増加を懸念しており、課税や規制を通して制御している

。
政府はルンツェ県のアラ製造・消費を徐々に減らし、最終的には無くそうと考えている。
アラ製造はブータンの特に地方レベルで重大な問題である
。
しかしアラは宗教・医療行為に文化的に近い

。
2011年、政府は酒制御規制を施行し、酒にかかる税金が3倍になった。
その結果、酒の価格は上がり売上は下がった

。

### 言語
ルンツェ県では多くの言語が話されている。
東部では東チベット諸語のザラ語が話される。
南部ではゾンカ語に似たチョチャガチャ語が話される。
クルト地方として知られる北部～西部では、東チベット諸語のクルテプ語が話される。
この地方が織物産業が盛んで、現在の王家のワンチュク王家の故郷でもある

。

## 行政区画
ルンツェ県は8つの村に分かれる
。
- ガングズル村（英語版）
- ジャライ村（英語版）
- コマ村（英語版）
- クルトエ村（英語版）
- メンビ村（英語版）
- メトゥショ村（英語版）
- ミンジャイ村（英語版）
- ツェンクハル村（英語版）

### 地理
ルンツェ県の殆どは自然保護区である。
北部のガングズル村・コマ村・クルトエ村の一部はワンチュク百年国立公園に含まれる。
南部のガングズル村・ジャライ村・メトゥショ村の一部はトゥルムシング峠国立公園に含まれる。
東部のコマ村とミンジャイ村の一部はブムデリング鳥獣保護区に含まれる。
これらの3つの公園は緑の回廊で繋がっている
。

## 写真

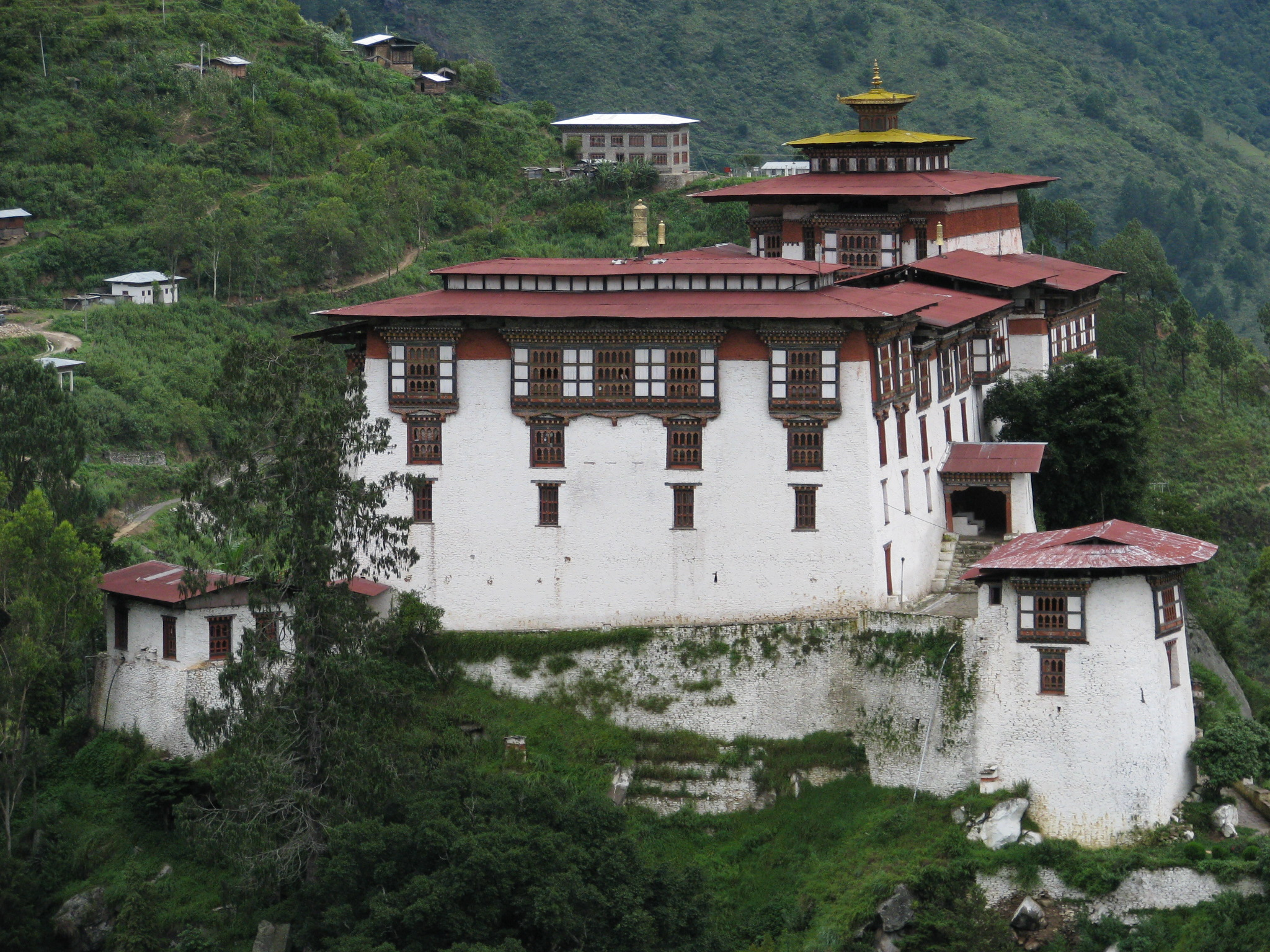
ルンツェ城の後ろ側
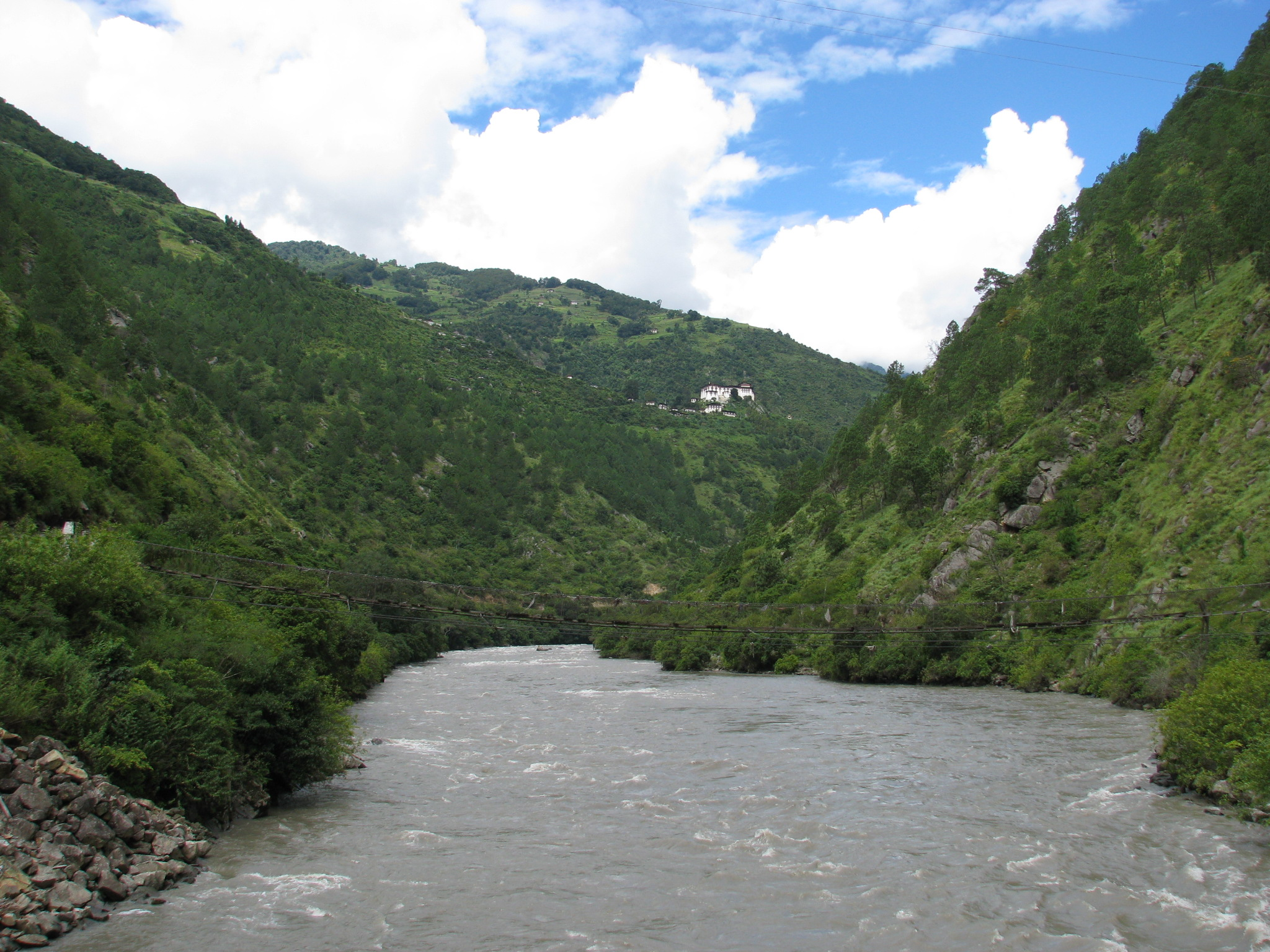
ルンツェ城の下を流れるクリ・チュ川
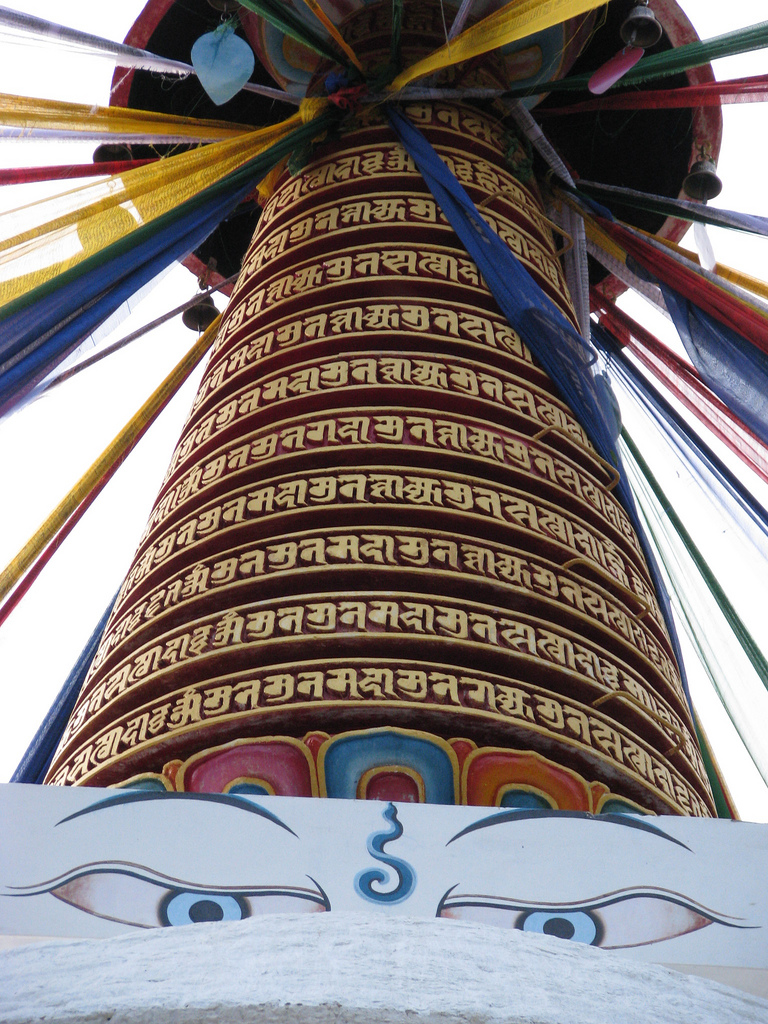
ルンツェ城の下のチョルテン
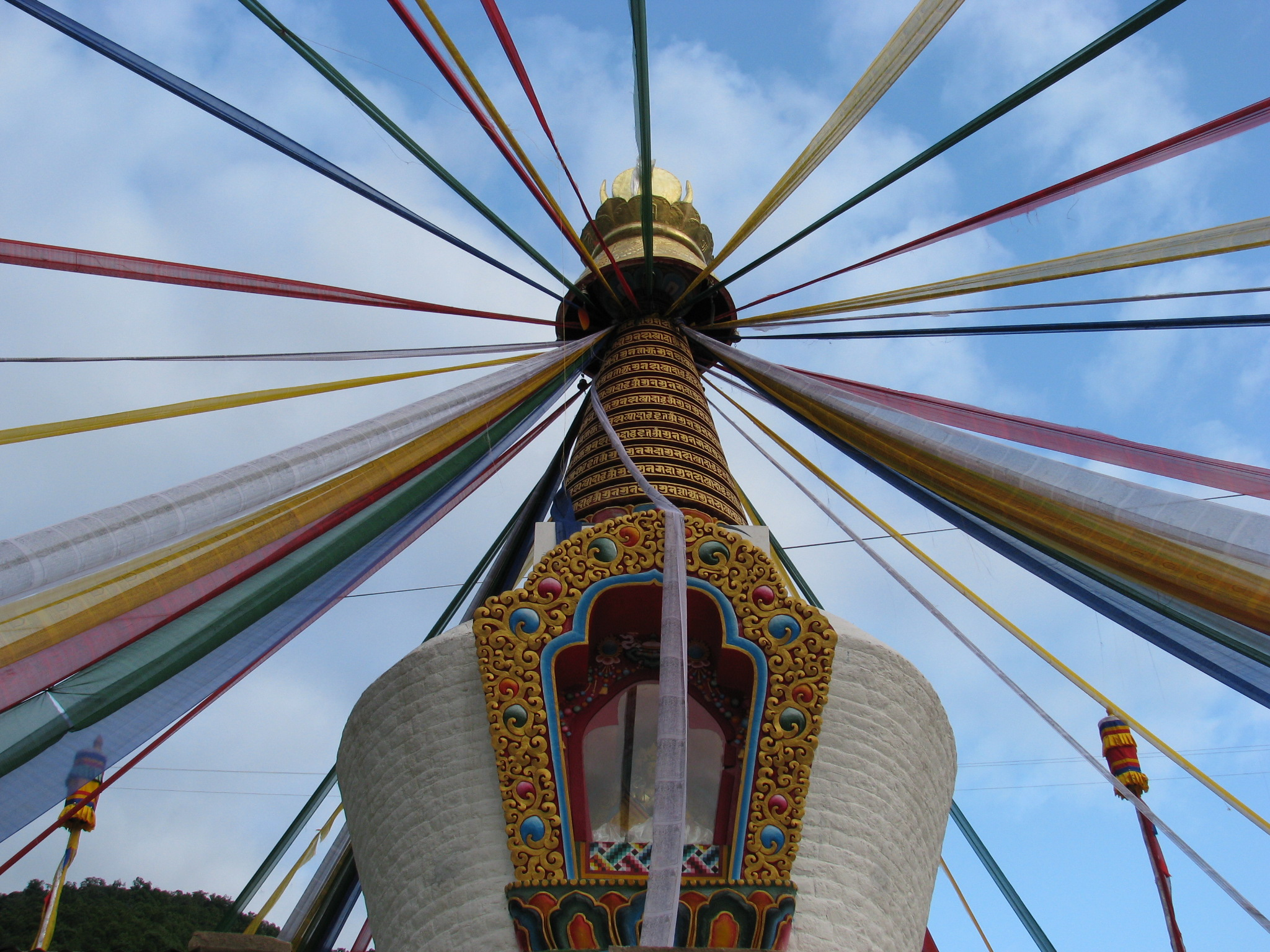
チョルテンの近景
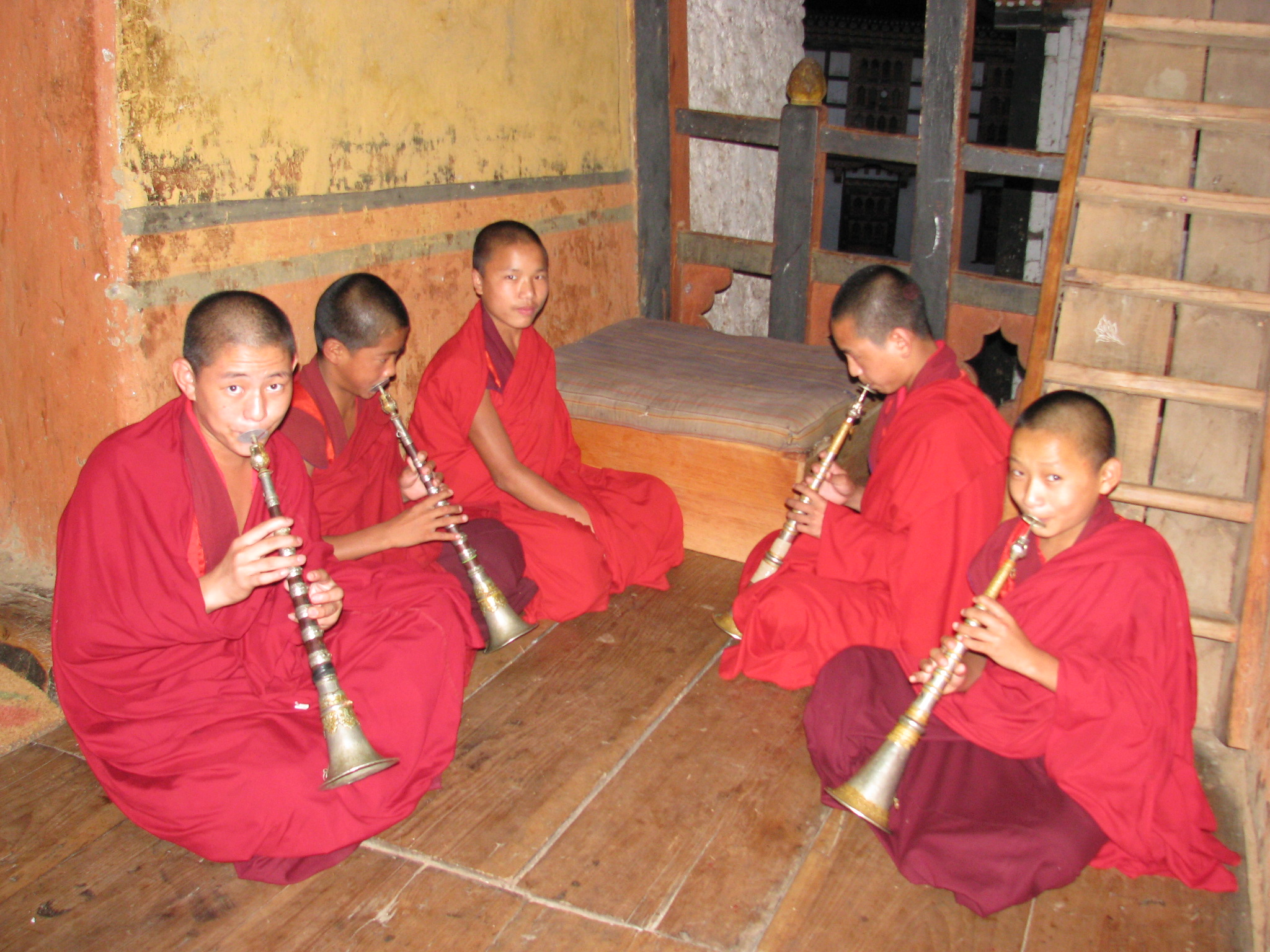
演奏する僧
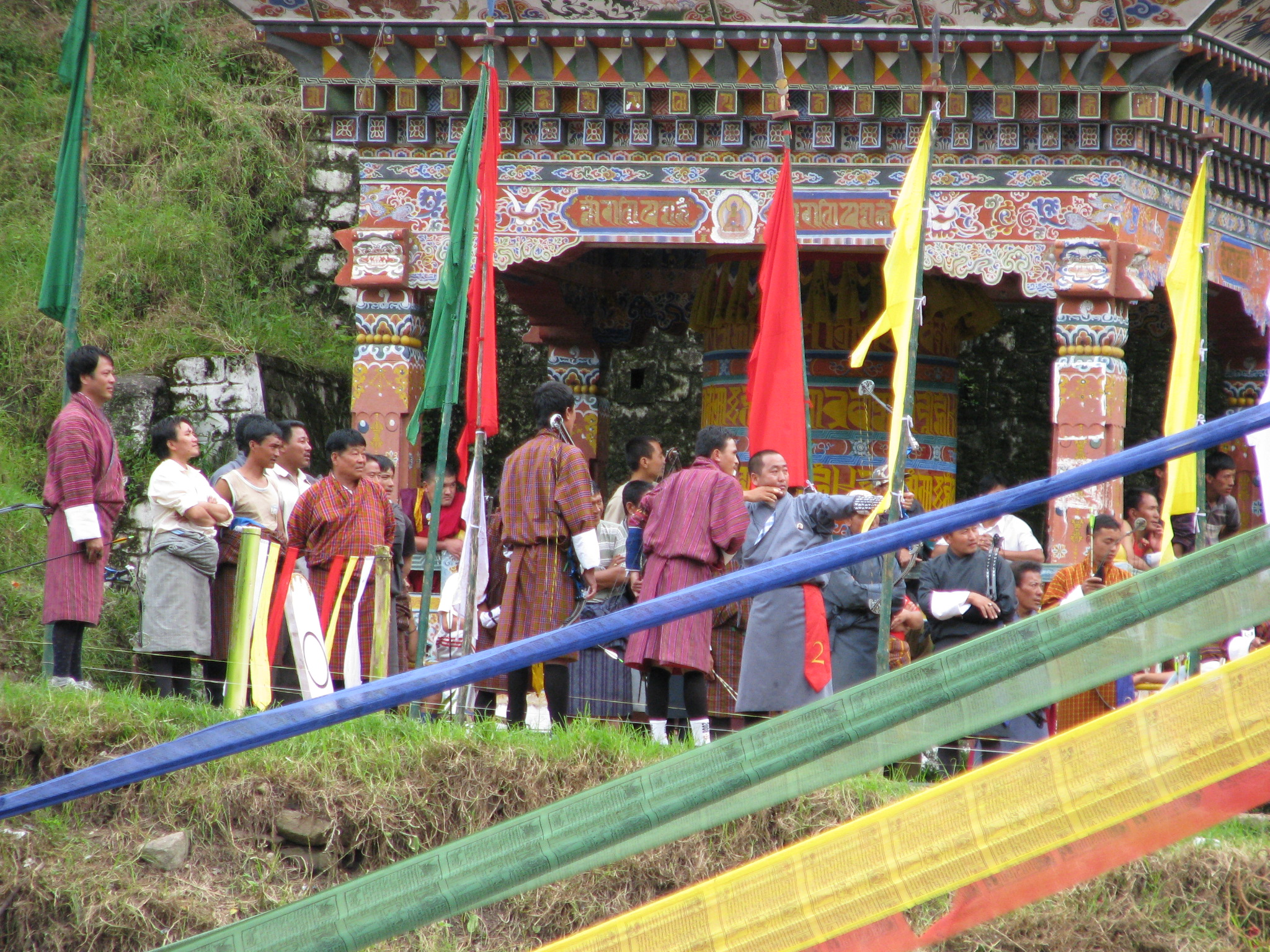
ルンツェ城の弓道大会
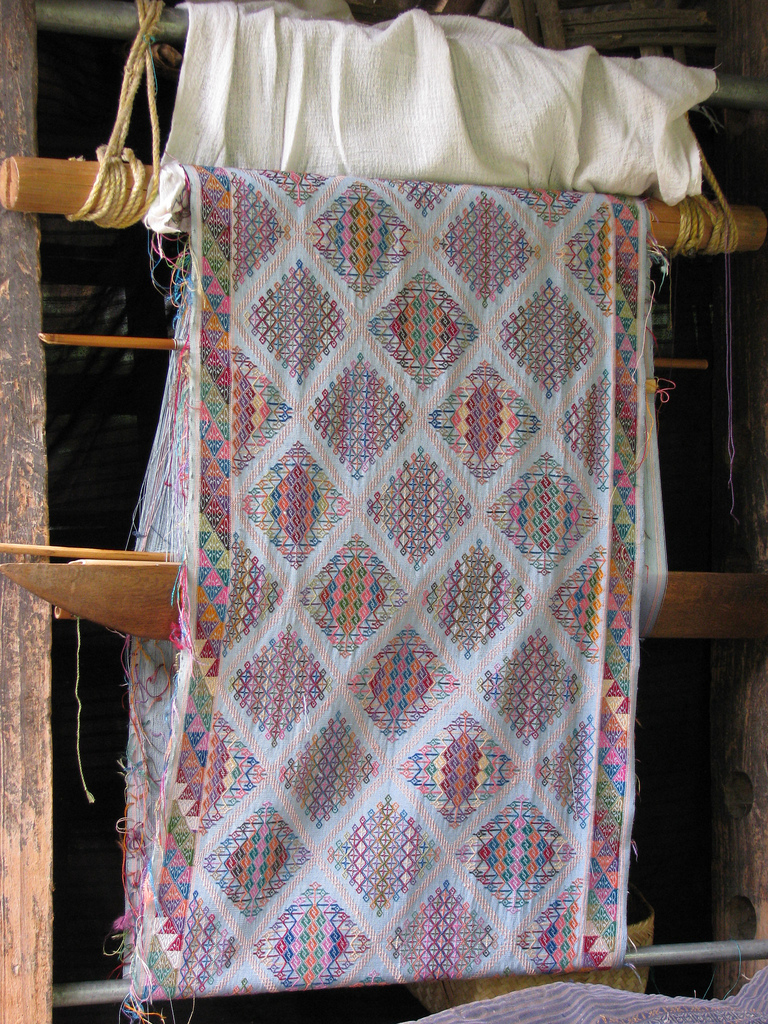
織物部屋
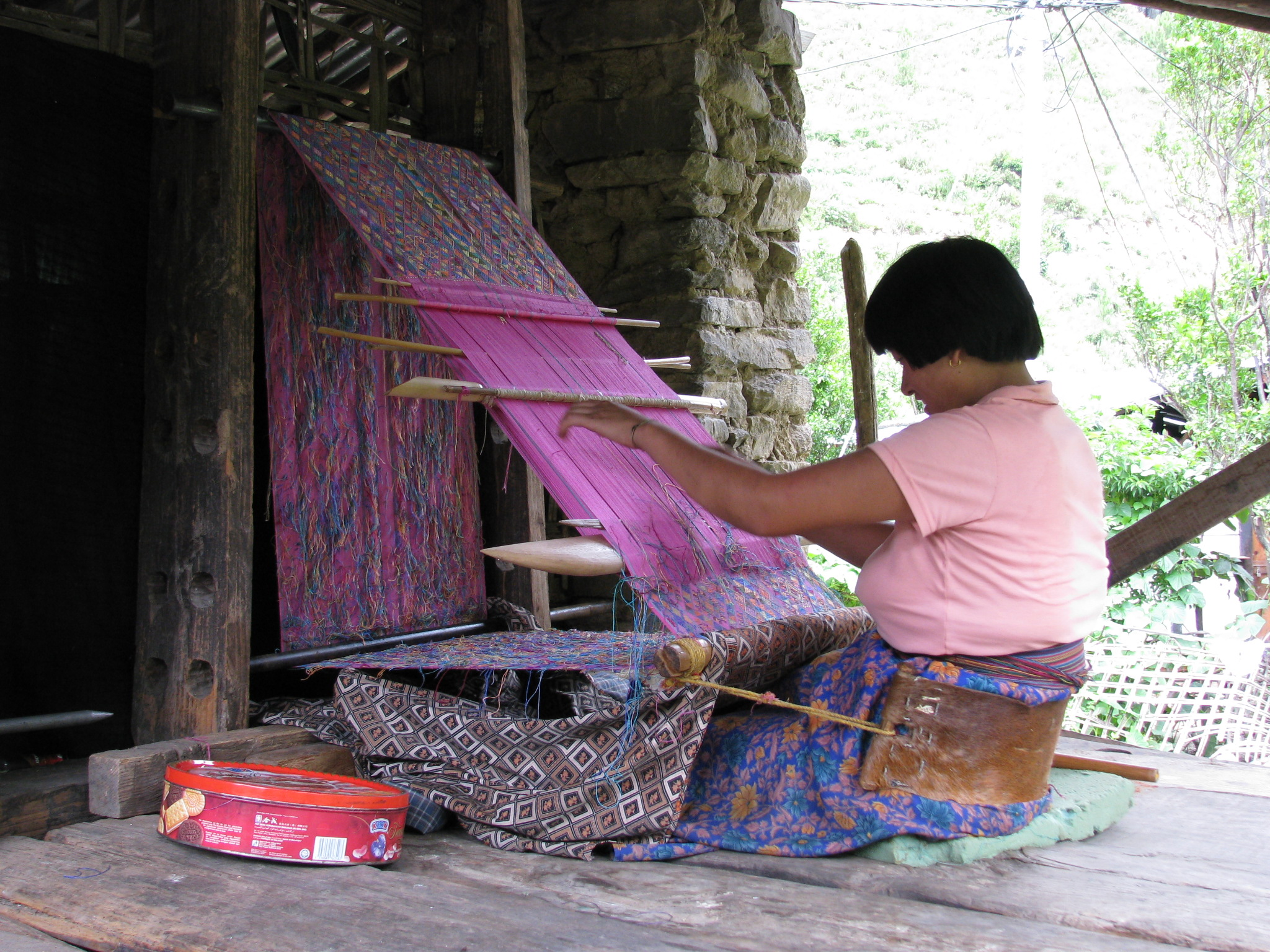
手織り機